# Mário Covas
Mário Covas Júnior GCM • GCIH • GOMM (Santos, 21 de abril de 1930 – São Paulo, 6 de março de 2001) foi um engenheiro e político brasileiro filiado ao PSDB. Foi o 55.º Governador de São Paulo, entre 1 de janeiro de 1995 e 22 de janeiro de 2001, quando se afastou do cargo em decorrência de um câncer que o acometeu. Como Mário Covas não renunciou ao seu mandato, ele manteve a sua condição de governador afastado até o seu falecimento, em 6 de março de 2001. Nesse ínterim, Geraldo Alckmin governou o estado na condição de governador interino.

## Origens e formação
Nascido em Santos, Mário Covas era filho de Mário Covas Pérez e Arminda Carneiro Neto. Pelo lado paterno, era neto do espanhol Jesus Covas Pérez e da portuguesa Ana Francisca Rodrigues Estaca. Pelo lado materno, era neto do português Manuel Carneiro Neto e de Rosalina Marques, filha de portugueses.
Aos catorze anos, mostrou seu interesse pela política, quando disse que queria ser técnico de futebol do time municipal e prefeito da cidade de Santos. Cursou o primeiro grau no Colégio Santista e o segundo grau no Colégio Bandeirantes, de São Paulo. Ainda em Santos, aos 16 anos, conheceu Florinda Gomes durante uma partida de basquete, com quem se casou em 1947 e se tornou a sua grande companheira. Nesta época, interessava-se por política e esportes, dedicando-se especialmente ao tênis e ao futebol, sendo um torcedor fanático do Santos Futebol Clube.
Em 1947 ingressou na Escola Técnica Bandeirantes, na capital paulista, para cursar química industrial. No terceiro ano do curso, prestou vestibular para engenharia civil pela Escola Politécnica da Universidade de São Paulo (POLI-USP), na qual graduou-se, e onde foi colega de Paulo Maluf, que viria a ser o seu maior adversário político. Na USP, o jovem Covas iniciou sua militância política, sendo eleito vice-presidente da União Nacional dos Estudantes em 1955. Formado, trabalhou como engenheiro da prefeitura de Santos até 1962.
Teve três filhos: Mário Covas Neto, que seguiu a carreira política do pai (antes foi piloto da Stock Car); Silvia que morreu num acidente de moto e Renata Covas Lopes, que teve dois filhos: Gustavo Covas Lopes, e Bruno Covas Lopes, ex-prefeito de São Paulo. Como seu avô, morreu no exercício do cargo, também vitimado por câncer.

## Carreira política

### Deputado durante o regime militar
Iniciou sua vida pública em 1961, quando foi candidato derrotado à prefeitura de Santos, sua cidade natal. A respeito disso, Covas dizia que só não conseguiu ser eleito para dois cargos: Presidente da República e Prefeito de Santos. No ano seguinte conseguiu eleger-se para seu primeiro cargo, o de deputado federal, pelo PST. Com a dissolução do pluripartidarismo em 1965, Covas seria um dos fundadores do MDB, único partido político de oposição existente durante o período da ditadura militar.
Em 1968, Covas era o líder da bancada oposicionista na Câmara dos Deputados, porém foi cassado em 16 de janeiro de 1969, com a outorga do AI-5. Ele ficou durante dez anos com os direitos políticos suspensos. Com a cassação e perda dos direitos políticos, Covas dedicou-se à engenharia.

### O retorno, prefeito de São Paulo e o mais votado senador na constituinte
Em 1979, reconquistados os direitos políticos, Covas retomou a luta contra a ditadura militar, tornando-se presidente do MDB. Foi reeleito deputado federal em 1982 pelo PMDB (sucessor do MDB), com um total de 300 mil votos. Com a posse do governador Franco Montoro em março de 1983, seria nomeado por ele Secretário de Estado dos Transportes. No entanto, apenas dois meses depois, com o apoio do próprio Franco Montoro, venceria o grupo de Orestes Quércia dentro do PMDB e foi nomeado para a prefeitura de São Paulo, que comandaria como "prefeito biônico" até o primeiro dia de 1986, quando passou o cargo para Jânio Quadros. Como prefeito de São Paulo, conduziu um amplo processo de asfaltamento de ruas, de melhoramentos na periferia da cidade e de recuperação dos órgãos e serviços públicos. Anteriormente à chegada do PMDB ao poder, os senadores e prefeitos nomeados eram chamados pejorativamente de "senadores biônicos" e "prefeitos biônicos", com a promulgação da Lei 4.737, de 15 de julho de 1965, que permitia que o governo militar os mantivesse nos cargos sem que fossem eleitos por sufrágio universal.
Em 1986, ano em que foi instituído pelo Presidente José Sarney o Plano Cruzado, considerado pela oposição um "estelionato eleitoral" por favorecer os candidatos da situação, Covas foi eleito senador com 7,7 milhões de votos, a maior votação de um candidato a cargo eletivo na história do Brasil até então, beneficiado também pela reputação conquistada como prefeito. Foi líder da bancada do PMDB no Senado durante a Assembleia que elaborou a Constituição de 1988. Durante os trabalhos da Assembleia Nacional Constituinte, alinhou-se muitas vezes às bancadas de esquerda e fez oposição ao chamado Centrão.

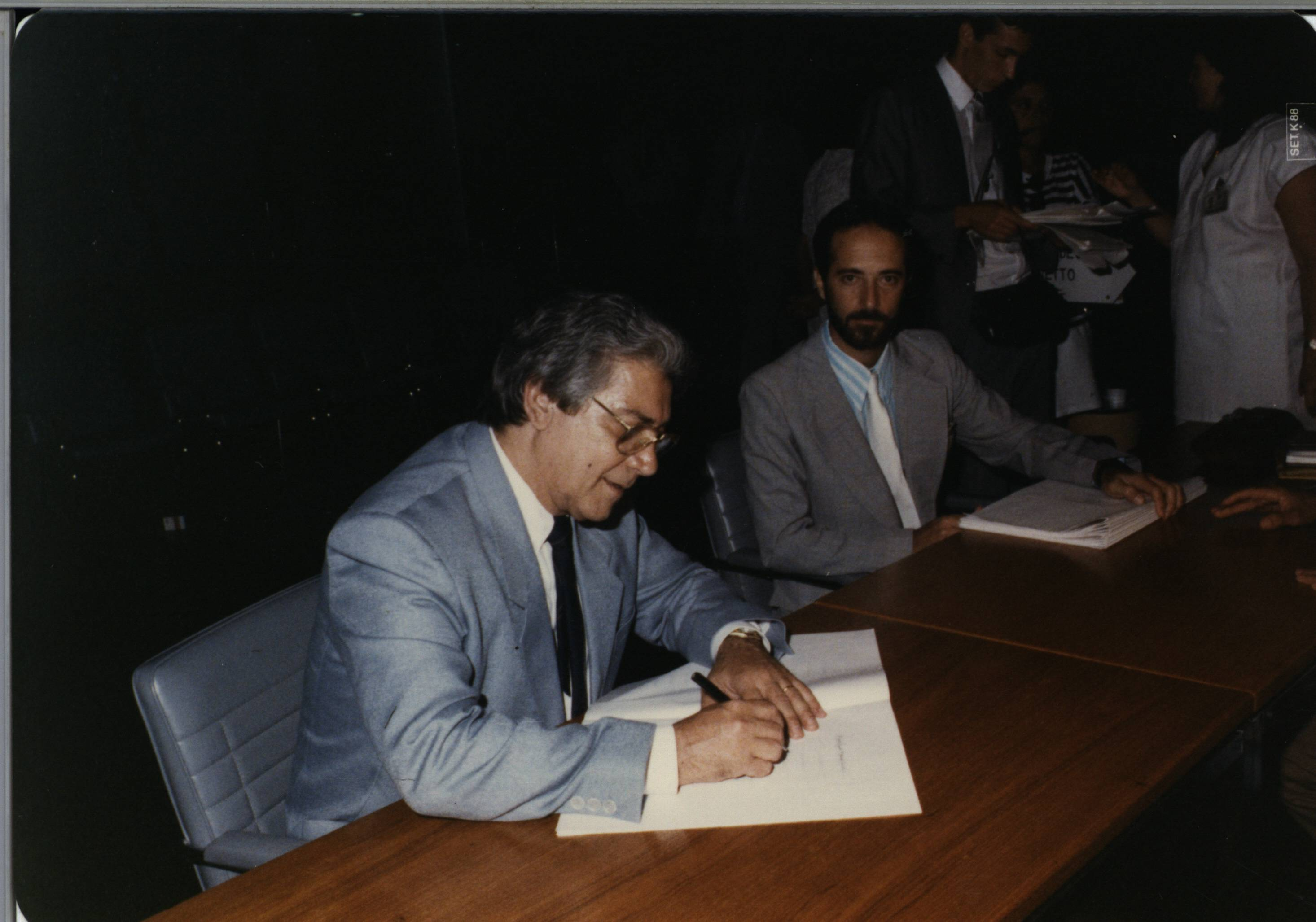
Covas assinando a Constituição.

Em 1987, o governador de Alagoas, Fernando Collor de Mello, propôs a Mário Covas a formação de uma chapa dentro do PMDB para a disputa das eleições presidenciais seguintes, na qual Covas seria o candidato e Collor, o vice. Mário Covas recusou o convite.

### Os primeiros anos de PSDB
Em 1988, Covas foi um dos principais líderes da dissidência do PMDB: membros da legenda (incluindo o ex-governador Franco Montoro), insatisfeitos no diálogo político com o presidente José Sarney e com o então governador paulista Orestes Quércia, decidiram fundar um novo partido, o Partido da Social Democracia Brasileira (PSDB), do qual Mário Covas foi o primeiro presidente. Como indicado no próprio nome da legenda, o PSDB surgiu com uma plataforma social-democrata, defensora da manutenção do capitalismo de maneira regulada, com respeito aos direitos trabalhistas e promoção de uma justa distribuição de renda. Em relação ao PMDB, o PSDB, quando de sua fundação, pretendia manter-se em uma posição mais à esquerda, autodefinindo-se como um partido de centro-esquerda. Nas eleições presidenciais de 1989, as primeiras desde 1960, Covas foi o candidato do PSDB tendo como vice Almir Gabriel, ficando em quarto lugar. No ano seguinte, foi candidato derrotado a governador de São Paulo, ficando em terceiro lugar.
Como senador, desde o início do mandato do presidente Fernando Collor de Mello (PRN), Mário Covas, que havia apoiado o candidato do PT, Luiz Inácio Lula da Silva, no segundo turno das eleições de 1989, fez oposição à sua administração. A partir de 1991, com dificuldades em aprovar projetos de seu interesse no Congresso Nacional, Collor passou a direcionar esforços na busca da adesão do PSDB ao governo, acordo que passaria pela cessão de cargos dentro de seu ministério. Mário Covas foi uma das principais vozes do partido a condenar qualquer negociação com Collor e, com efeito, seria um dos impositores da recusa do PSDB, recusa proferida não sem conflitos internos em março de 1992. Com o surgimento das denúncias de Pedro Collor em maio, Covas e o PSDB colheriam os dividendos de sua escolha política. O senador inclusive seria um dos principais nomes da Comissão Parlamentar de Inquérito instalada no Congresso para investigar os negócios do presidente e que pediria o seu impeachment no relatório final aprovado em agosto. A Câmara Federal afastaria Collor em 29 de setembro e o presidente entregaria a sua carta-renúncia no início de seu julgamento pelo Senado em 29 de dezembro, a fim de evitar a cassação de seus direitos políticos por oito anos. A renúncia não seria aceita. O julgamento prosseguiu, com Mário Covas votando pela cassação, concretizada por ampla maioria.
Em 1994 Covas foi novamente candidato a governador de São Paulo e venceu Francisco Rossi (PDT) no segundo turno com oito milhões de votos, sendo depois reeleito em 1998 para mais um mandato de quatro anos.

### O governo Covas

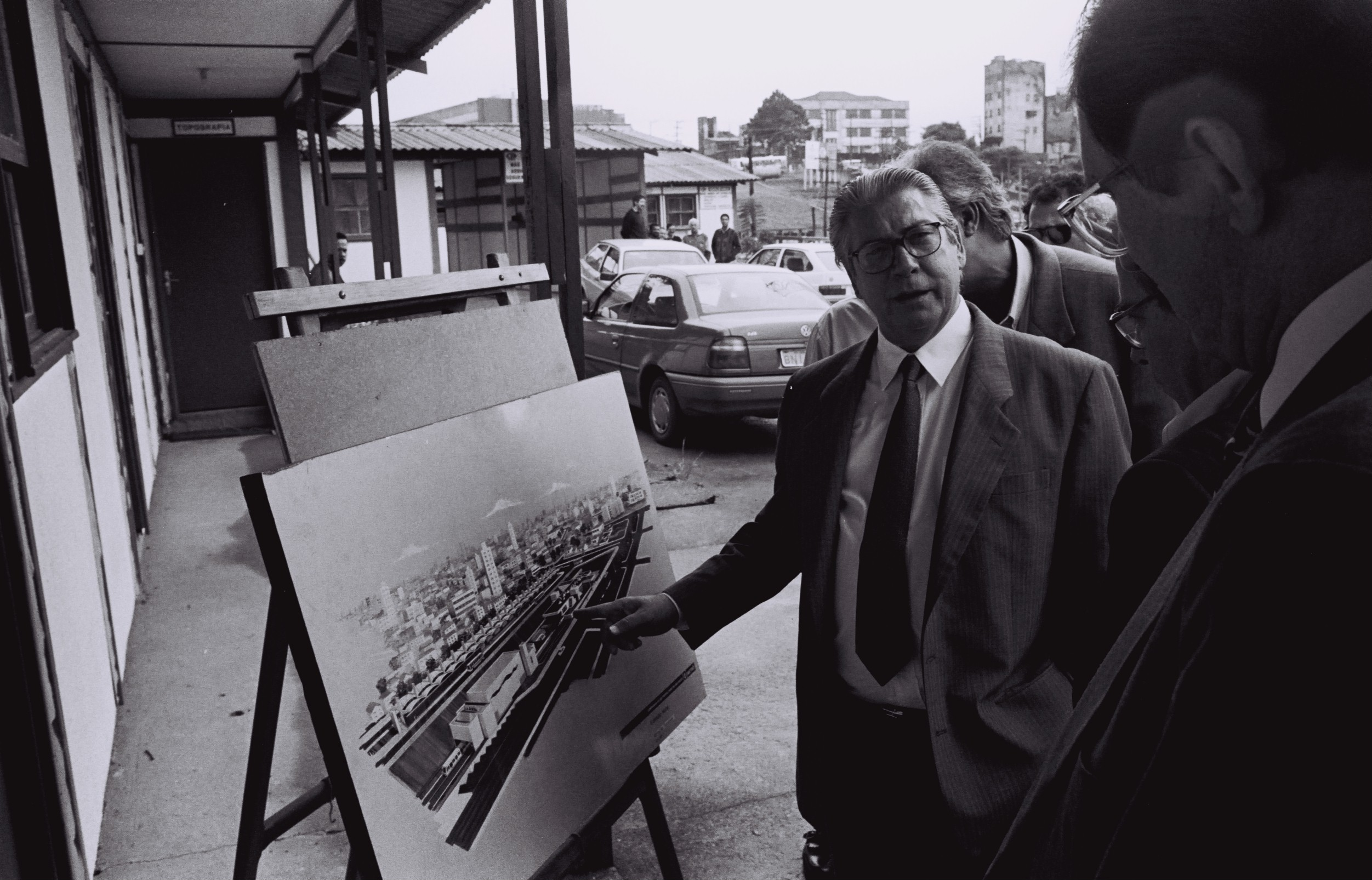
Mario Covas visita o Metrô Tucuruvi, 1995.

No início de 1995, Mário Covas assumiu o governo do estado de São Paulo declarando haver herdado inúmeras dívidas das gestões anteriores, apontando obras paralisadas e aparelhamento político de órgãos públicos, o que ocasionaria irregularidades em suas administrações. O Banespa, principal banco estadual do país, estava sob intervenção do Banco Central por má gestão. Intervenção esta que depois de ter sido investigada em uma CPI na Câmara dos Deputados mostrou-se trágica para a instituição, aumentando em muito a dívida do banco com o estado.
Covas demitiu quatro mil empregados do Baneser, supostos fantasmas. Entre os demitidos, encontravam-se guardas escolares (todos) e funcionários do Fundo Social de Solidariedade. Renegociou contratos de serviços, que ficaram paralisados. Limitou os cargos de confiança e iniciou um processo de reforma e modernização administrativa. Privatizou uma série de empresas estatais, como a Eletropaulo, e longos trechos de rodovias estaduais; foi criticado pelo aumento dos números de postos de pedágio. Iniciou a licitação de linhas inter-municipais de ônibus da EMTU - que venciam em 1996. Num acordo de renegociação da dívida do Estado para com o governo federal, cedeu ao mesmo as linhas da Fepasa, posteriormente privatizadas.
No setor de saneamento básico, Covas recuperou as finanças da Sabesp e incentivou a recuperação e despoluição do Rio Tietê, iniciada no governo Fleury. No final da década de 1990, a capacidade de tratamento de esgotos cresceu com a ampliação da capacidade de tratamento da Estação de Tratamento de Esgotos de Barueri e inauguração das Estações de Tratamento de Esgoto Parque Novo Mundo, São Miguel e ABC.
Na área da educação, Covas foi severamente criticado por instituir na rede estadual o modelo de ensino de progressão continuada. Neste modelo, elimina-se a repetência por nível de aproveitamento (notas). Tal modelo é amplamente elogiado por educadores, no entanto é consensual que para aplicá-lo corretamente deve haver um acompanhamento pedagógico muito bem estruturado que nem sempre ocorre na rede pública de ensino. Durante o mandato surgiram vários relatos de jovens prestes a concluir o ensino fundamental que seriam praticamente analfabetos.
Covas também sofreu críticas por recusar aumentos a professores e demais servidores públicos, chegando a entrar em conflito em junho de 2000 com professores na Praça da República, onde foi agredido por servidores grevistas que tentavam impedi-lo de entrar pela porta da frente na sede da Secretaria de Educação.
Em março de 1995, Covas foi admitido pelo presidente Fernando Henrique Cardoso à Ordem do Mérito Militar no grau de Grande-Oficial especial. A 18 de Agosto de 1997 foi agraciado com a Grã-Cruz da Ordem do Infante D. Henrique de Portugal.
Afastou-se do governo em janeiro de 2001 para tratar-se de doença, e não mais retornou. Seu vice, Geraldo Alckmin, o substituiu e permaneceu até o fim do mandato, em 2002, quando foi reeleito, ficando assim ao todo 6 anos à frente do governo paulista.

#### As privatizações
Através do denominado PED (Programa Estadual de Desestatização criado pela Lei Nº 9.361, de 5 de julho de 1996), o governo Mário Covas privatizou as principais empresas e estradas estaduais entre 1995 e 2000, o que garantiu R$ 32,9 bilhões aos cofres do estado. Um dos principais articuladores dos planos de privatização foi o secretário de Energia de Covas, David Zylbersztajn, juntamente com Geraldo Alckmin (então vice-governador), que à época presidiu o PED.
- Banespa - Banco do Estado de São Paulo
- CESP - Companhia Energética de São Paulo
- CPFL - Companhia Paulista de Força e Luz
- Comgás – Companhia de Gás do Estado de São Paulo
- Eletropaulo – Eletricidade de São Paulo
- Elektro – Serviços de Eletricidade
- Fepasa – Ferrovia Paulista
- Empresa Bandeirante de Energia
- Rodovia dos Bandeirantes
- Rodovia dos Imigrantes
- Via Anchieta
- Via Anhanguera

## Morte

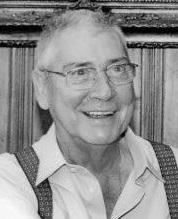
Mário Covas em 1999.

Nos últimos anos, Covas já vinha enfrentando problemas de saúde, em 1986 e 1987, sofreu mais de um infarto e teve que implantar duas pontes de safena e uma mamária. Em 1993, extraiu a vesícula. Em 94 e 95, foi internado por conta de uma erisipela (infecção na pele causada por bactéria). Em maio de 98, outra infecção (herpes-zoster) atingiu parte da cabeça e do lado direito da testa.
Covas sofria de um grave câncer de bexiga. A primeira cirurgia foi realizada em dezembro de 1998. O tumor foi retirado e o governador passou por seções de quimioterapia. mas a doença voltou em outubro de 2000 e Covas afastou-se do governo em 22 de janeiro de 2001. Foi submetido a uma nova cirurgia para remoção de parte do intestino. Ele morreria pouco depois, no dia 6 de março de 2001 de falência múltipla de órgãos no Incor. O seu vice Geraldo Alckmin interinamente assumiu o estado. O sepultamento foi no Cemitério do Paquetá, em Santos.